# Trifenylkarbenium

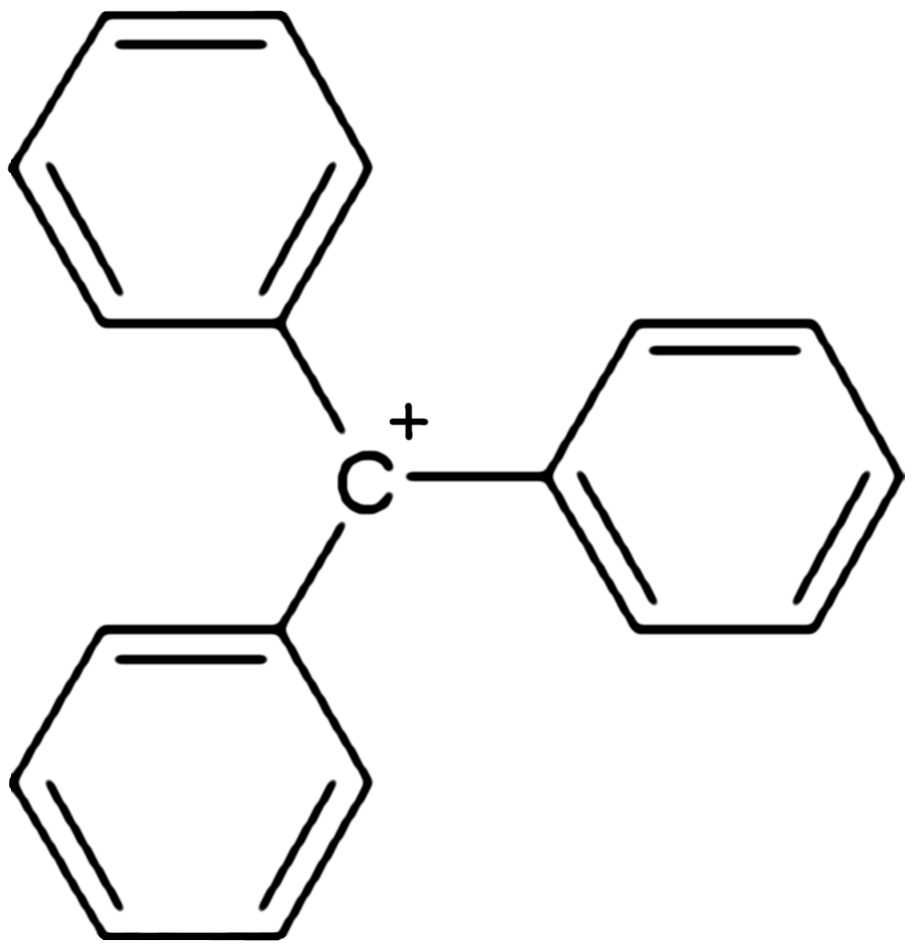
Trifenylkarbenium

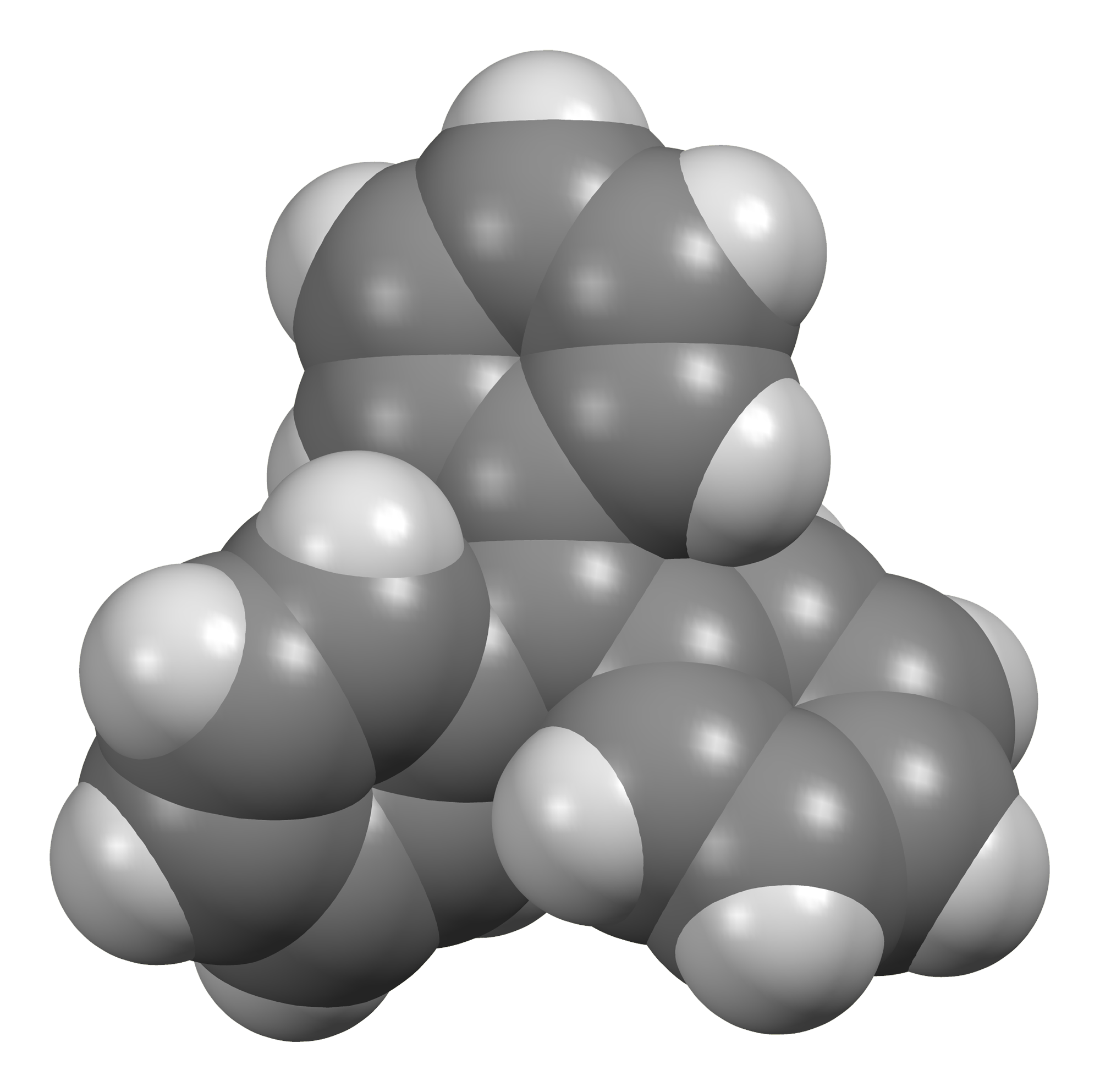
Model iontu Ph_{3}C^{+}

Trifenylkarbenium, také se používají názvy trifenylmethylový kation, tritylium nebo tritylový kation, je kation se vzorcem [C19H15]+, obsahující atom uhlíku s kladným elektrickým nábojem (jde tedy o karbokation), na který jsou navázány tři fenylové skupiny; jedná se o nabitou obdobu trifenylmethylového radikálu, [C19H15]•. V názvech solí se obvykle uvádí zkráceně jako trifenylmethyl nebo trityl, i když takové označení se rovněž používá pro skupinu, přítomnou například v trifenylmethylchloridu, která není kationtem.
Trifenylkarbenium je poměrně stabilním karbeniovým iontem, protože jeho kladný náboj je rozprostřen mezi 10 atomy uhlíku (3 uhlíky v pozicích ortho a para každé ze tří fenylových skupin a centrální uhlík).

## Deriváty
Tento kation je významným reaktantem a katalyzátorem, například v podobě trifenylmethylhexafluorofosfátu, [(C6H5)3C]|+[PF6]−. Jsou známy soli tohoto kationtu s mnoha různými anionty, mimo jiné tetrafluorboritanovým ([BF4]−), hexachloroantimoničnanovým ([SbCl6]− a chloristanovým ([ClO4]−. Trifenylkarbenium a jiné podobné kationty lze získat jako výrazně zabarvené roztoky arylovaných derivátů methanolu v koncentrované kyselině sírové. K derivátům patří například perchlortrifenylkarbenium, (C6Cl5)3C+.

### Triarylmethanová barviva
Triarylmethanová barviva jsou stabilizované deriváty tritylového kationtu. Jsou rozpustné ve vodě a často se získávají v podobě chloridů. Jejich molekuly obsahují skupiny sloužící jako silné donory elektronů, často aminy, v polohách para dvou nebo tří arylů.

Triarylmethanová
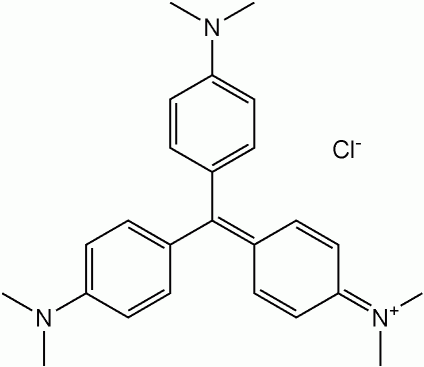
Genciánová violeť
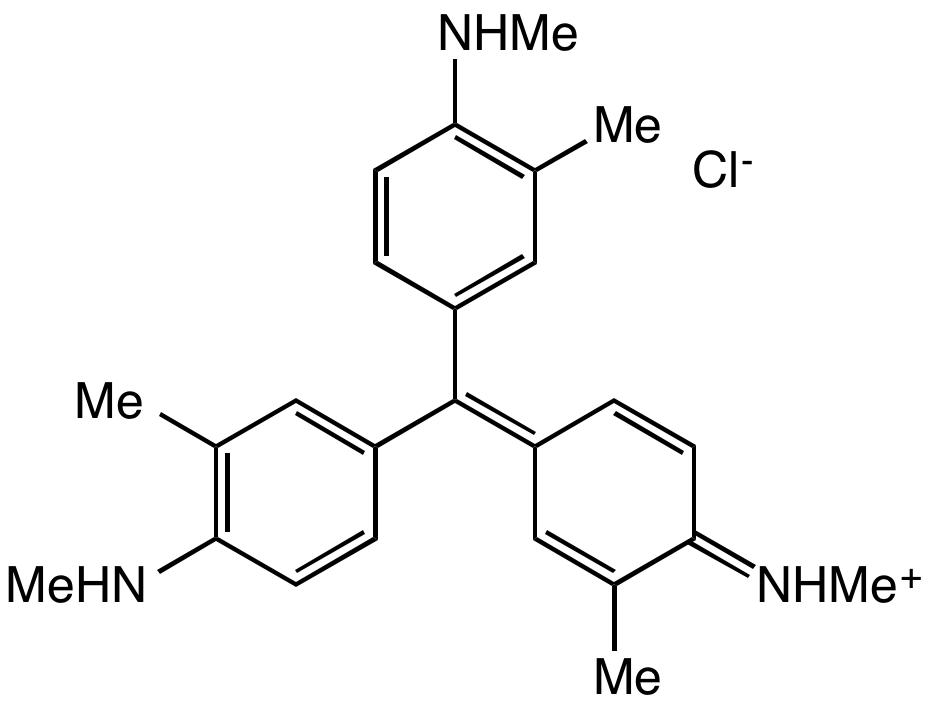
Nový fuchsin
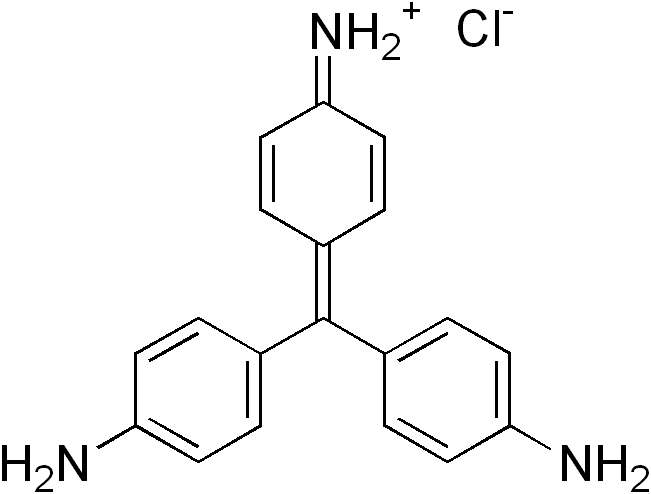
Pararosanilin